# Lumpenopsis hypochroma
Lumpenopsis hypochroma är en fiskart som först beskrevs av Hubbs och Schultz 1932.  Lumpenopsis hypochroma ingår i släktet Lumpenopsis och familjen taggryggade fiskar. Inga underarter finns listade i Catalogue of Life.